# Drum-Buffer-Rope
Drum-Buffer-Rope ist ein von Eliyahu M. Goldratt entwickeltes, auf der Theory-of-Constraints beruhendes Produktionsplanungssystem. Es geht von der Annahme aus, dass in einer Wertschöpfungskette für eine längere Zeit ein konstanter Engpass vorhanden ist. Dieser Engpass wird genutzt, um die Steuerung zu vereinfachen und den Durchsatz zu optimieren.
Das Konzept wurde im Bereich des Multiprojektmanagement adaptiert und wird dort als Critical-Chain-Projektmanagement bezeichnet.

## Konzept

Illustration Drum-Buffer-Rope Steuerung anhand Herbie (Kleinste und Langsamste) bei Pfadfinderwanderung aus Eliyahu M. Goldratt „das Ziel“

Das Ziel einer Produktionssteuerung ist, den Durchsatz zu optimieren. Der optimale Durchsatz wird erreicht, wenn der Engpass optimal ausgelastet ist. Drum-Buffer-Rope bezeichnet drei Steuerungselemente, um dieses Ziel zu erreichen.

### Drum
Grundlage ist die Theorie, dass es schädlich und bestenfalls nutzlos sei, an der Auslastung von Nicht-Engpasskapazitäten zu arbeiten. Es müsse daher das Ziel sein, ausschließlich auf die Auslastung der Engpassressource zu achten. Am Engpass werde somit der Takt der Produktion, die Trommel (drum) geschlagen. Alle Planungs- und Steuerungsmaßnahmen haben sich nach dem Engpass auszurichten.

### Buffer
Störungen in vorgelagerten Systemen sind bei aller Sorgfalt unvermeidlich. Es sei auf jeden Fall zu vermeiden, dass diese Störungen auf den Engpass durchschlagen und zu reduzierter Auslastung führen. Aus diesem Grund wird ein Puffer (buffer) vor dem Engpass installiert. Dieser kann aus einem Pufferlager mit definiertem Bestand oder durch einen zusätzlichen zeitlichen Abstand zwischen Auftragsfreigabe und Engpass realisiert werden.

### Rope
Der Arbeitsfortschritt am Engpass und damit die Größe des Puffers steuert die Freigabe von neuen und Priorisierung von laufenden Aufträgen. Man kann sich das wie ein Seil (Rope) vorstellen, an dem die Aufträge durch die Produktion gezogen werden.